# Lovozero flygbas

Lovozero flygbas är en flygbas 2 km nordväst om Lovozero, Murmansk oblast, Ryssland. Den används som helikopterbas.